# You're My Treasure - Tōi Yakusoku
Singles de CoCo
Koi no Junction
(1993)
You're My Treasure, sous-titré en petit  Tōi Yakusoku  (You're my treasure～遠い約束, ou ...Tooi Yakusoku) est le 14e et ultime single du groupe de J-pop CoCo.

## Présentation
Le single sort le 6 juillet 1994 au Japon sous le label Pony Canyon, au format mini-CD single de 8 cm. C'est le cinquième (et dernier) single de CoCo enregistré par la formation à quatre membres, sans Azusa Senō qui a quitté le groupe deux ans auparavant. Il atteint la 17e place du classement de l'Oricon et reste classé pendant trois semaines ; bien que se vendant un peu mieux que les deux précédents, il restera le dernier single du groupe, qui se séparera peu après.
Le single contient deux chansons, ainsi que leur versions instrumentales. La chanson-titre figurera sur le dernier album original du groupe, Sweet & Bitter, qui sort deux semaines plus tard ; elle figurera aussi sur la plupart des compilations du groupe, dont Singles, My Kore! Kushon CoCo Best, Straight + Single Collection, et My Kore! Lite Series CoCo. Les deux chansons du single seront également présentes sur la compilation CoCo Uta no Daihyakka Sono 1 de 2008.

## Liste des titres
Toutes les paroles sont écrites par Sayako Morimoto.
| 1. | You're My Treasure ~ Tōi Yakusoku (You're my treasure～遠い約束) | Ichiro Hada / Seiji Kameda | 4:46 |
| 2. | Anata Dakara Suki na no (あなただから好きなの)                   | Noriyuki Asakura           |      |
| 3. | You're My Treasure ~ Tōi Yakusoku (Original Karaoke)             | Ichiro Hada / Seiji Kameda | 4:46 |
| 4. | Anata Dakara Suki na no (Original Karaoke)                       | Noriyuki Asakura           |      |